# المسار الأمومي
المسار الأمومي (بالإنجليزية: Mommy track)‏ هو طريق في حياة الامرأة تكون أولويتها فيه أن تصبح أمًا. ويمكن أن يشير بشكل خاص إلى ترتيبات للنساء في القوى العاملة لتسهيل الأمومة، مثل ساعات العمل المرنة، ولكنها في ذات الوقت تحد من فرص التقدم الوظيفي. الإشارة إلى المسار الأمومي تكون مقرونة عادة بكون الامرأة ربة منزل تتخلى عن العمل مؤقتًا أو حتى بشكل دائم. النساء اللاتي يخترن الطريق الأمومي هم على عكس النساء اللاتي يخترن المسار الوظيفي ويعطين الأولوية للعمل بدلًا من الحصول على أطفال.